# Дикинсон (Северная Дакота)
Ди́кинсон (англ. Dickinson) — город в штате Северная Дакота, США. Административный центр округа Старк. По состоянию на 2019 год, численность населения города составила 23 133 человека.

## Географическое положение
Дикинсон расположен в западной части Северной Дакоты.

## Демография
По состоянию на 2019 год, численность населения Дикинсона составила 23 133 человека.
Расовый состав города:
- белые — 90 %
- афроамериканцы — 2,4 %
- индейцы — 1,8 %
- азиаты — 1,5 %
- Смешанные расы: 2,9 %